# Сиґнатурка (дзвін)

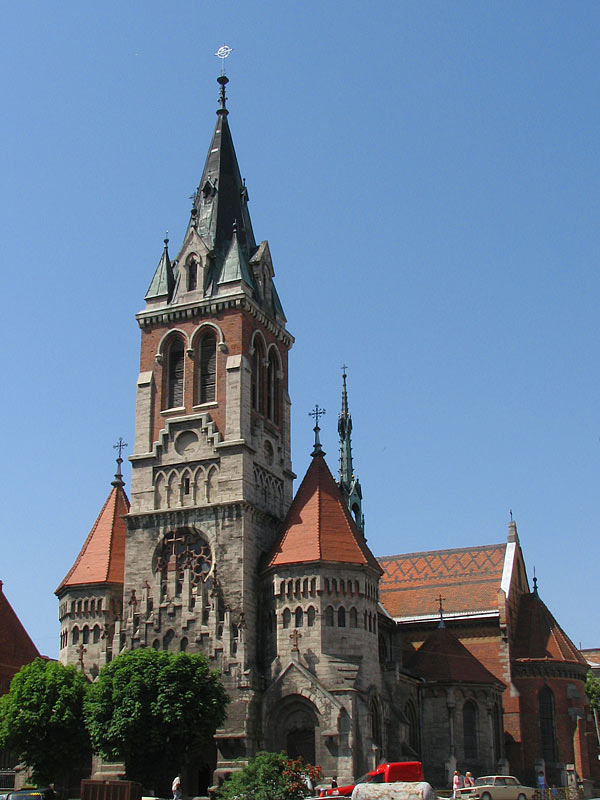
Костел Св. Станіслава (м. Чортків) має довершену металеву сиґнатурку на перетині центральної нави та трансепту

Сиґнатурка (пізн. лат. signatura — підпис, від лат. signo — вказую, означую) — це малий храмовий дзвін, який розміщується над пресбітерієм або на перетині центральної нави з трансептом на малій храмовій вежі, що також називається сиґнатуркою. В цей дзвін традиційно видзвонюють на Sanctus і на піднесення.